# Camarena
Camarena – gmina w Hiszpanii, w prowincji Toledo, w Kastylii-La Mancha, o powierzchni 66,22 km². W 2011 roku gmina liczyła 3862 mieszkańców.